# Pânze purpurii
Pânze purpurii (grafiat la acea vreme Pînze purpurii, titlul original: în rusă Алые паруса, transliterat: Alîe parusa) este un film sovietic din 1961 produs de Mosfilm în regia lui Aleksandr Ptușko. Este bazat bazat pe romanul de aventuri cu același nume de Alexander Grin, cu Vasili Lanovoy și Anastasiya Vertinskaya în rolurile principale.

## Rezumat
La întoarcerea dintr-un voiaj de câteva luni, marinarul Longren (Ivan Pereverzev) este întâmpinat de o vecină, care-l anunță că în absența lui, soția sa, Mary, a dat naștere unei fiice, Assol, pe care a crescut-o singură, cu mare dificulate. La scurt timp a rămas, de asemenea, și fără bani, fiind forțată să ia cu împrumut de la hangiul Menners. Acesta acceptă, dar îi cere în schimb să i se ofere, ceea ce Mary refuză. Aceasta pleacă spre Lisse să-și amaneteze inelul, dar pe drum este prinsă de ploaie și se îmbolnăvește de pneumonie. Ajunsă acasă, aceasta moare după o săptămână.
Longren renunță la cariera sa și rămâne acasă pentru a-și crește fiica. De-a lungul timpului ajunge să își câștige traiul din jucării de lemn, vapoare, bărci, pe care le vinde în sat. Într-o zi, la întoarcere, îl surprinde pe Menners, care încearcă cu disperare să-și scoată barca din apă în timpul unei furtuni. La un moment dat, acesta alunecă și este, la scurt timp purtat în larg. Stând pe ponton, Longren refuză să-l ajute și-i amintește de Mary, înainte ca acesta să fie luat de valuri. Treptat, vestea se răspândește că Longren l-a înecat pe Menners și, ca urmare, el și fiica lui sunt ostracizați.
În altă parte, Arthur Gray, unicul urmaș al unei familii nobile, refuză să se conformeze normelor. Împreună cu unul dintre servitori, Poldychoke, acesta visează să devină căpitan. După moartea soției lui, Lionel Gray se distanțează tot mai mult de fiul său, până la o ceartă care culminează cu dezmoștenirea lui Arthur și plecarea acestuia pentru a munci pe un vapor. La scurt timp, căpitanul realizează potențialul acestuia, și-l învață cum să conducă vasul. 
Câțiva ani mai târziu, căpitan al propriului vapor „Secretul”, Gray ajunge în Kaperna, unde o surprinde pe Assol dormind în pădure. Îndrăgostit, îi lasă inelul său, apoi pornește să întrebe de ea prin sat și află de profeția lui Egel. Hotărât să se căsătorească cu ea, acesta ridică ancora spre Lisse unde cumpără 2000 de iarzi de mătase purpurie, din care să croiască vele, și-l plătește pe un vechi prieten, muzicianul Zimmer, să încropească o orchestră.
Înapoi în Kaperna, acesta, Assol vede corabia și pleacă cu el către „Secret” pentru a se căsători.

## Distribuție
| Actor                       | Rol                           |
| --------------------------- | ----------------------------- |
| Anastasiya Vertinskaya      | Assol                         |
| Vasily Lanovoy              | Arthur Grey                   |
| Yelena "Lena" Cheremshanova | Assol, tânără                 |
| Aleksandr "Sasha" Lupenko   | Arthur, tânăr                 |
| Ivan Pereverzev             | Longren                       |
| Nikolay Volkov              | Egel („vrăjitorul”)           |
| Sergei Romodanov            | Căpitanul Gop                 |
| Oleg Anofriyev              | Letika (un marinar)           |
| Zoya Fyodorova              | Guvernantă                    |
| Pavel Massalsky             | Tatăl lui Arthur, Lionel Gray |
| Grigori Shpigel             | Hin Menners                   |

## Lansare
A fost lansat în anul 1961 și a avut parte de mare succes comercial, fiind vizionat de 22,3 milioane de spectatori în cinematografele din Uniunea Sovietică.